# Lophoziopsis propagulifera
Lophoziopsis propagulifera là một loài rêu tản trong họ Jungermanniaceae. Loài này được (Gottsche) Konstant. & Vilnet mô tả khoa học lần đầu tiên năm 2009.